# Bahnhof Corrour

Corrour (englisch Corrour railway station, schottisch-gälisch Stèisean Choire Odhar) ist der höchstgelegene Bahnhof einer Hauptbahn im Vereinigten Königreich. Er liegt an der West Highland Line zwischen Glasgow und Mallaig.

## Lage

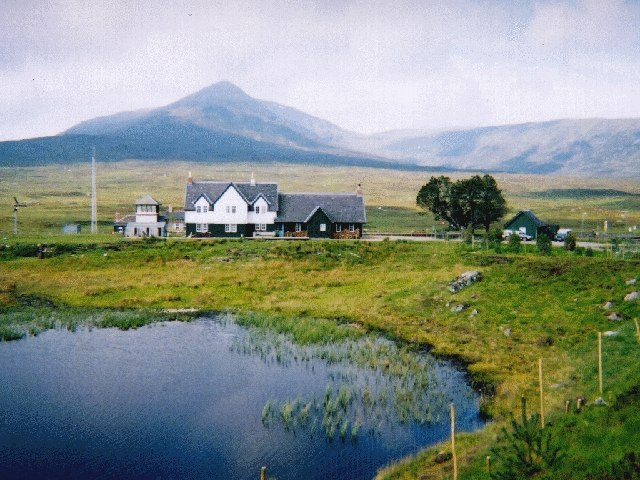
Bahnhof Corrour

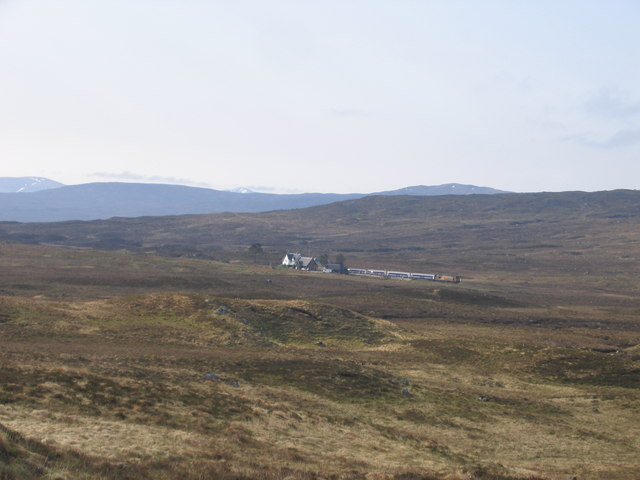
Corrour mit dem Caledonian Sleeper nach Fort William

Der Bahnhof liegt abseits jeder größeren Siedlung in isolierter Lage im Rannoch Moor und ist nicht über öffentliche Straßen erreichbar. Die nächstgelegene öffentliche Straße ist 16 km entfernt. Neben dem Bahnhof gibt es lediglich das Station House, das mit einigen Fremdenzimmern ausgestattete Bahnhofsrestaurant, das vorübergehend als Hostel betrieben und im August 2012 als Restaurant und Hotel unter einem neuen Betreiber wiedereröffnet wurde.
Mit seiner Höhe von 408 m über dem Meeresspiegel bietet der Bahnhof einen geeigneten Ausgangspunkt für Bergwanderer. Hier begann auch der „Mann ohne Namen“, dessen Leiche im Jahr 1996 auf dem Ben Alder gefunden und erst über ein Jahr später identifiziert wurde, seine Tour. Das Ossian Hostel, eine der entlegensten Jugendherbergen in Großbritannien, ist etwa eine Meile vom Bahnhof entfernt und liegt direkt am Ufer des Loch Ossian. Wanderwege führen vom Bahnhof nach Nordwesten zum Loch Treig und in das Glen Nevis sowie in Richtung Nordosten an Loch Ossian und dem Ben Alder vorbei bis nach Dalwhinnie. Der Bahnhof dient zudem Munro-Baggern als Ausgangspunkt zur Besteigung diverser Munros in der näheren Umgebung, wie etwa dem 935 m hohen Beinn na Lap und dem 941 m hohen Càrn Dearg.
Der Bahnhof wird von allen Zügen auf der West Highland Line bedient, darunter der Caledonian Sleeper mit Schlafwagen von und nach London. Er besitzt eine Ausweiche mit Inselbahnsteig, von den Personenzügen wird allerdings seit 1985 nur noch eine Seite des Bahnsteigs genutzt.

## Geschichte
Sir John Stirling-Maxwell, 10. Baronet von Pollok und Ritter des Distelordens, kaufte 1891 Corrour Estate mit Corrour Lodge am Ostende von Loch Ossian. Der weitläufige Landbesitz umfasste damals an die 14.000 Hektar im Bereich von Rannoch Moor und der östlich des heutigen Bahnhofs liegenden Berge. Er wurde vorwiegend für die Jagd auf Rothirsche und Moorhühner (stags and grouse) genutzt. Daneben wurden Teile für die Schafzucht verwendet. Um Corrour Lodge für seine Gäste zugänglich zu machen, gab Stirling-Maxwell der West Highland Railway Company Zugang zu seinen Ländereien unter der Bedingung, einen Bahnhof für ihn zu bauen. Der Bahnhof wurde am 7. August 1894 zugleich mit der West Highland Line eröffnet. Stirling-Maxwell ließ einen Weg vom Bahnhof nach Loch Ossian bauen und seine Gäste mittels einer eigenen Dampfjacht über den See befördern.
Erst 1972 baute die Scottish Forestry Commission eine für Kraftfahrzeuge nutzbare private Forststraße zum Bahnhof. 1988 wurde das Stellwerk in Corrour stillgelegt und die Streckenkontrolle auf Radio Electronic Token Block umgestellt. Das Stellwerksgebäude blieb allerdings erhalten. 1996 wurden Szenen des Films Trainspotting auf dem Bahnhof und in seiner Umgebung gedreht. Im Schnitt nutzen rund 12.000 Fahrgäste pro Jahr den Bahnhof. Seit 2013 sind das Stellwerksgebäude und der auf dem Bahnsteig befindliche Warteraum in die Denkmallisten von Historic Scotland in der Kategorie C eingetragen. In einem Fernsehfilm berichtete der  Norddeutsche Rundfunk ausführlich über die Station und das Restaurant.